# Deutsche Verkehrswissenschaftliche Gesellschaft
Die Deutsche Verkehrswissenschaftliche Gesellschaft e. V. (DVWG) ist ein Verein mit Sitz in Berlin. Die DVWG richtet ihre Aktivitäten so aus, dass sie sowohl als Einzelmitgliedervereinigung als auch Verband gelten kann.

## Leitbild
Die DVWG ist eine unabhängige und föderal strukturierte, gemeinnützige Vereinigung von Verkehrsfachleuten aus Wissenschaft, Wirtschaft und Verwaltung, die sich durch ihre interdisziplinäre und verkehrsträgerübergreifende Arbeit an grundsätzlichen und konkreten Problemen des Verkehrs für die dauerhafte Sicherung der Mobilität der Menschen und deren Versorgung im Rahmen einer nachhaltigen Entwicklung des Verkehrs engagiert. Die DVWG ist auf internationaler, nationaler, regionaler und lokaler Ebene aktiv. Sie bildet eine neutrale Plattform für den Erfahrungs- und Meinungsaustausch und versteht sich als Partner von Politik, Wissenschaft, Wirtschaft und Industrie. Dazu dient die Tätigkeit auf dem Gebiet der Meinungsbildung, dem Wissenstransfer und der Weiterbildung. Darüber hinaus betätigt sich die DVWG in der Förderung des beruflichen Nachwuchses. Mit den ihr zur Verfügung stehenden Mitteln unterstützt die DVWG den europäischen Einigungsprozess mit ihren wissenschaftlichen Aktivitäten.

## Aktivitäten und Leistungen
- Verkehrswissenschaftliche Seminare
- Ausrichtung von Fachkongressen (u. a. Jahresverkehrskongress, Deutscher Mobilitätskongress[1], Tag der Verkehrswissenschaften) und Workshops
- Zentrale Informationsstelle für Verkehr (ZIV)
- Stiftung von Förderpreisen (Henry-Lampke-Preis[2], Europäischer Nachwuchsförderpreis, Carl-Pirath-Preis[3], Friedrich-List-Preis, Innovationspreis der deutschen Mobilitätswirtschaft[4])
- Herausgabe der ISSN-basierten wissenschaftlichen Fachzeitschrift Journal für Mobilität und Verkehr[5]

## Geschichte
Die Entwicklung der verkehrswissenschaftlichen Vereine in Deutschland begann 1908 in Berlin, als der Wissenschaftliche Verein für Verkehrswesen (WVV) gegründet wurde. Die Verbandszeitschrift war die Verkehrstechnische Woche. Nach der Gründung der Bundesrepublik Deutschland wurde im Mai 1949 die Deutsche Verkehrswissenschaftliche Gesellschaft in Frankfurt am Main gegründet. Mit der Gründung der DVWG erschien das Verbandsorgan, die Fachzeitschrift Internationales Verkehrswesen (anfangs noch unter dem Titel Internationales Archiv für Verkehrswesen). Die DVWG war seit ihrer Gründung eine dezentral organisierte Gesellschaft mit einer zentralen Geschäftsstelle und mehreren Bezirksvereinigungen. 1990 wurde der Verein infolge des Beitritts der neuen Bundesländer entsprechend vergrößert. Ende der 1990er Jahre erfolgte die Verlegung der Geschäftsstelle von Bergisch Gladbach zurück in die ursprüngliche Heimat nach Berlin. In dieser Zeit hat die DVWG ihre Anstrengungen verstärkt, gemeinsam mit den europäischen Schwestergesellschaften eine „Europäische Plattform der Verkehrswissenschaften“ (2000/2001) zu bilden.

## Bezirksvereinigungen
- BV Berg und Mark
- BV Berlin und Brandenburg
- BV Freiburg
- BV FrankfurtRheinMain
- BV Hamburg
- BV Mecklenburg-Vorpommern
- BV Mitteldeutschland
- BV Niedersachsen-Bremen
- BV Nordbayern
- BV Nordhessen
- BV Oberrhein
- BV Rheinland
- BV Rhein-Ruhr Westfalen
- BV Sachsen
- BV Schleswig-Holstein
- BV Südbayern
- BV Württemberg

## Organe und Struktur
- Bundesdelegiertenversammlung: tritt in der Regel zweimal im Jahr zusammen, gilt als oberstes Beschlussorgan, Teilnehmer sind Delegierte aus allen Bezirksvereinigungen sowie Mitglieder des Präsidiums

- Präsidium (Stand April 2024):
  - Jan Ninnemann (Präsident)[6]
  - Kerstin Rosenberger (Vize-Präsidentin)
  - Stefan Tritschler (Vize-Präsident)
  - Carsten Hilgenfeld (Schatzmeister, Vize-Präsident)
  - Martin Kagerbauer (Beisitzer)
  - Matthias Fuchs (Beisitzer)
  - Thorsten Fromm (Beisitzer)
  - Roland Schmidt (Beisitzer)
  - Nina von der Heiden (Bundesvorsitzende Junges Forum)